# Политичка идеологија
Многе политичке странке темеље своје активности и програм на идеологији. У друштвеним студијама политичка идеологија представља одређену етичку збирку идеала, принципа, доктрина, митова или симбола друштвеног покрета, установа, класа или велике групе које објашњавају како би друштво требало да функционише, односно нуди одређен политички и културни нацрт за одређени друштвени поредак. Политичка идеологија се углавном бави тиме како распоредити власт и којим циљевима  треба да се води. Неке странке прате одређену идеологију прилично досљедно, док неке користе широку инспирацију из група различитих идеологија без чврстог прихватања иједне од њих.
Политичке идеологије имају двије димензије:
1. Циљеви — како би друштво требало да функционише (или бити уређено).
2. Методе — најбољи начини да се постигне идеални поредак.

Идеологија је збирка идеја. Свака идеологија обично садржи одређене идеје о томе шта би требало да буде најбољи облик владавине (нпр. демократија, теократија итд.), односно најбољи економски систем (нпр. капитализам, социјализам итд.). Понекад се иста ријеч користи како би се идентификовала и идеологија и неке од њених главних замисли. Тако се израз „социјализам” користи и за економски систем и за идеологију која га подржава.
Политичка идеологија је израз нејасног значења, због чега се карактерише као један од нејаснијих концепата у друштвеним наукама; идеологије имају тенденцију да се разликују на основу позиције у политичком спектру (као што је љевица, центар и десница), иако је то често извор контроверзе. Коначно, идеологије се разликује по својој стратегији (нпр. популизам) или на темељу једног јединог питања око кога се оснивају странке (нпр. противљење европским интеграцијама или легализација канабиса).

## Анархизам

### Анархизам без придјева
- Анархизам без придјева
- Синтетски анархизам

### Индивидуалистички анархизам
- Анархонатуризам
- Егоистички анархизам
- Слободна економија
- Инклузивна демократија
- Индивидуалистички анархизам
  - Индивидуалистички анархизам у Европи
    - Индивидуалистички анархизам у Француској

  - Индивидуалистички анархизам у Сједињеним Државама
- Устанички анархизам
- Илегализам
- Мутуализам

### Религијски анархизам
- Будистички анархизам
- Исламски анархизам
- Јеврејски анархизам
- Хришћански анархизам

### Друштвени анархизам
- Анархофеминизам
- Анархосиндикализам
- Колективни анархизам
- Либертаријански социјализам
- Партиципативна економија
- Друштвени анархизам
- Друштвена екологија
- Инклузивна демократија
- Мутуализам

### Анархокомунизам
- Анархокомунизам
- Магонизам
- Платформизам
- Устанички анархизам

### Остали
- Аутархизам
- Аутономизам
- Криптоанархизам
- Аутохтонизам
- Инфоанархизам
- Устанички анархизам
- Махновизам
- Националанархизам
- Пананархизам
- Платформизам
- Постанархизам
- Постљевичарски анархизам
- Квир анархизам
- Операизам
- Плурализам